# 伊賀屋食品工業
伊賀屋食品工業株式会社（いがやしょくひんこうぎょうかぶしきがいしゃ）は、京都府城陽市水主塚ノ木に本社を置く、豆腐製造会社である。

## 概要
1979年（昭和54年）7月11日に設立された。代表取締役は奥正年、従業員数は160名である。水主地区の地下120mからくみ上げられるミネラル豊富な水で、昔ながらの技法を用いて豆腐を製造している。また、時代に合わせて新しい豆腐を開発している。伊賀屋食品工業の豆腐は、種類が豊富な京豆苑ブランドとして、大手百貨店やスーパーなどで購入することができる。安心安全に豆腐を製造するため、衛生面を厳しく管理している。そのため、食品衛生優良施設として、表彰されたことがある。
本社以外に、京都府井手町に京都第2工場を、神奈川県横浜市港北区に関東営業所を所有している。

## 沿革
- 1979年（昭和54年）7月、会社設立。
- 1990年（平成2年）11月、京都府知事より食品衛生優良施設の表彰を受ける。
- 1995年（平成7年）、充填ラインを導入、平成11年に増設。
- 2002年（平成14年）9月、湯葉工場の新設。
- 2010年（平成22年）12月、東京都中央区日本橋に東京営業所を開設。その後、平成25年10月に、東京都大田区大森西に移転した。
- 2016年（平成28年）8月、京都第2工場の稼働開始。
- 2018年（平成30年）12月、東京営業所を関東営業所に名称を変更し、神奈川県横浜市港北区に移転。